# Ega (cours d'eau)
Pour les articles homonymes, voir Ega.
L’Ega  est une rivière espagnole, affluente de l'Èbre.

## Géographie
La longueur de son cours est de 113 km. Elle naît en pays basque dans l'Alava, près de Lagrán, à proximité de la pointe sud-est de la Castille-et-León. Plus ou moins suivie par la A-3130, elle traverse une partie du pays basque en direction de l'est et de la Navarre, qu'elle rejoint à l'est de Bernedo.
En Navarre, la route NA-743 emprunte plus ou moins sa vallée. La rivière passe par Marañon puis s'oriente vers le nord-est, frôle Cabredo et Genevilla.
Retournant alors en pays basque, elle y arrose Santa Cruz de Campezo (basque : Santikurutze Kanpesu) où elle reçoit la rivière Izki (es) en rive gauche (côté nord) 
où elle reçoit l'Istora Galbarra. 

Son cours s'infléchit vers l'est, la route A-132 suit le cours d'eau de façon assez lâche ; et à deux kilomètres en aval de Santa Cruz, la rivière devient la limite entre Pays basque et Navarre, qu'elle marque sur moins de deux kilomètres. Elle repasse une dernière fois en Navarre et y reste
En Navarre elle devient rapidement plus méandreuse et se tourne vers le sud-est, elle arrose Ancín, Murieta, Arbeiza ; en atteignant Estella elle reçoit l'Urederra arrivant du nord en rive gauche, 
puis prend la direction plein sud vers Lerín. À Villatuerta elle reçoit l'Iranzu en rive droite (côté est), avant de passer à Cárcar. 
Elle conflue peu après avec l'Èbre à San Adrián, toujours en Navarre mais sur la rive opposée de l'Èbre se trouve la communauté autonome de la Rioja.
Dans cette dernière partie de Navarre qu'elle traverse, elle reçoit aussi les ruisseaux de Galbarra et de Lazagorría, auxquels s'ajoutent l'Ubaria, le Sardegi et Zelaieta près des localités d'Abaigar et de Labeaga.

L'Ega
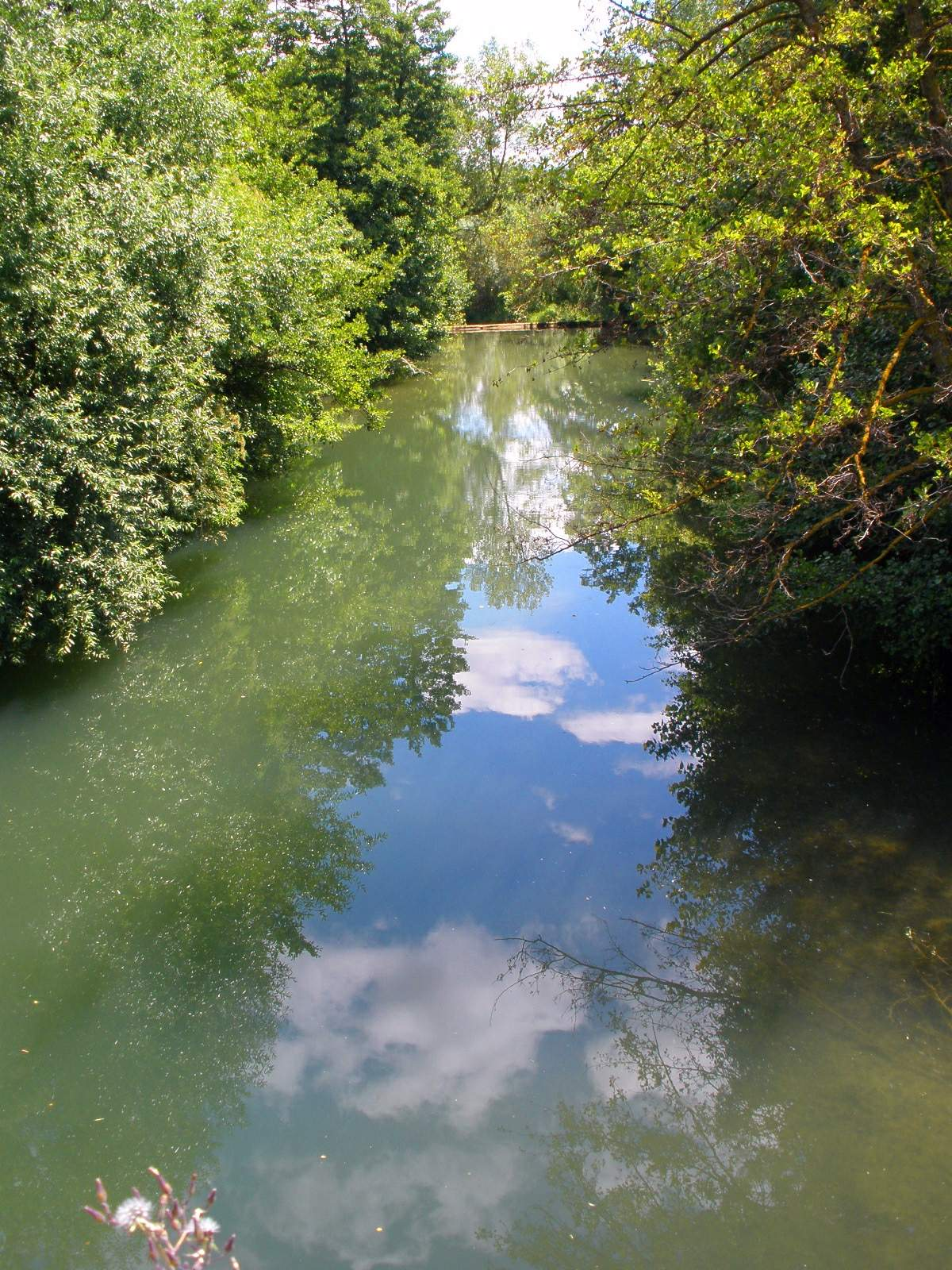
Santa Cruz de Campezo
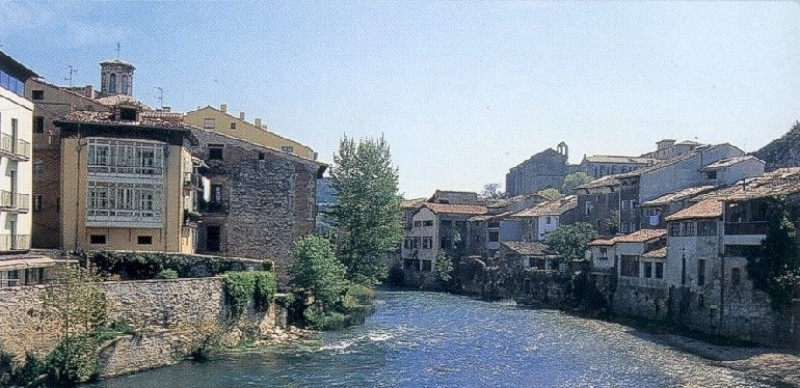
Estella

## Bassin
La végétation du bassin drainé par la rivière Ega en Alava est cantabrique avec dominion de forêts de chêne pubescent, hêtraies, chêne tauzin et bruyères avec otea (Ulex cantabricus) et bruyère cantabrique (Daboecia cantabrique). Le début du tronçon navarrais est encore une végétation cantabrique avec des aulnes (Alnus glutineuse), accompagné de Rhamnaceae, noisetiers et frênes aux larges feuilles. Dans les bords pierreux se forment des aulnes (Salix mauve et S. fragilis). Dans ce tronçon elle a une Communauté faunistique de grand intérêt écologique comme la loutre, desman, cingle plongeur et d'autres espèces.
À partir de Santa Cruz de Campezo commence une végétation de type méditerranéen constituée par des rouvraies et garrigues, qui dans la dépression d'Estella, l'aridité climatique augmentant, la garrigue présente des Chêne kermès en abondance. L'aliseda va être remplacée par du Peuplier blanc (Populus alba), Peuplier noir (Populus nigra) Saule blanc (Salix alba) et Frêne à feuilles étroites (Fraxinus angustifolia). En général on ne trouve pas de forêts étendues, mais de petites taches.
La localité d'Estella, située aux deux bords de son principal méandre, est connue comme la ville de l'Ega, et dans le lit que parcourt cette dernière on peut trouver plusieurs groupes de canards et d'oies, qui se sont transformées en autre attrait touristique de la ville.
Un proverbe dit : 
"El Ega, el Arga y el Aragón, hacen al Ebro varón".
"l'Ega, l'Arga et l'Aragon, font à l'Èbre masculin ».